# Red de Información sobre Europa del Este

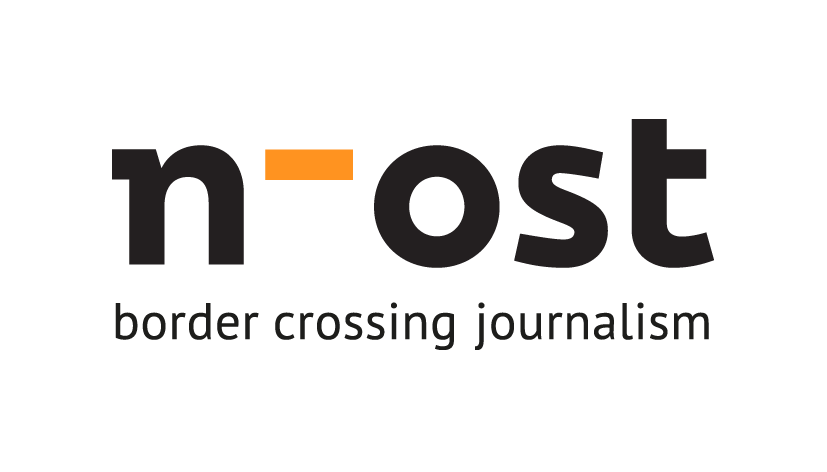

La Red de Información sobre Europa del Este (en alemán, Netzwerk für Osteuropa-Berichterstattung, abreviado: n-ost) es una asociación registrada con sede en Berlín. La asociación es dirigida por una junta de siete personas y el director ejecutivo Hanno Gundert. En la redacción de n-ost trabajan varios redactores.

## Objetivos
N-ost aspira a mejorar la cobertura periodística sobre Europa Oriental en medios europeos. La asociación se ha propuesto asimismo el objetivo de contribuir al desarrollo democrático de los medio de comunicación en Europa del Este así como a una opinión pública paneuropea. Para ello se abastecen a diario redacciones de periódicos y radios con informes detallados, se organizan jornadas de formación y una conferencia de medios anual en diferentes países — los últimos cuatro años en Berlín, Praga, Sofía y Bucarest.

## Proyectos
N-ost lleva a cabo varios proyectos periodísticos, por ejemplo un programa de becas de investigación sobre el tema «Derecha política y antisemitismo en Europa del Este», un premio a los mejores reportajes del año, un portal cultural en línea y una serie de reportajes sobre temas centrales como la pobreza entre los ancianos en Europa Oriental o los mundos laborales globalizados. Los miembros de la asociación n-ost ascienden a alrededor de 250 periodistas de habla alemana de 20 países distintos. Desde mayo de 2008, n-ost produce por encargo de la Agencia Federal para la Educación Política Alemana (abreviada bpb) el portal en línea de debates en cuatro lenguas Eurotopics y dispone para ello de su propia redacción independiente. Eurotopics se publica también en español.
El trabajo de n-ost se apoya en un consejo consultivo al que pertenecen Werner D’Inka (redactor jefe del Frankfurter Allgemeine Zeitung), Sabine Adler (directora del estudio principal de Deutschlandradio), Christian Böhme (redactor jefe del Jüdische Allgemeine Zeitung), Henrik Kaufholz (jefe del diario danés Politiken, Copenhague), Horst Pöttker (catedrático de periodismo en la Universidad Politécnica de Dortmund), Sonja Margolina (publicitaria rusa), Uwe Neumärker (gerente de la Fundación Monumento a los Judíos Europeos Asesinados [Denkmal für die ermordeten Juden Europas]), Tomasz Dabrowski (director del Instituto Polaco de Berlín), Ludmila Rakusanova (gerente del Instituto VLP de Periodismo Regional, Praga), Markus Hipp (directivo de la Fundación Herbert Quandt de BMW) y Uwe Leuschner (empresario).
N-ost trabaja en Alemania y en el plano internacional en estrecha colaboración con otras asociaciones de periodistas y redes que persiguen objetivos similares — entre otras, con la asociación de periodistas Netzwerk Recherche, la fundación polaca Medientandem y la academia húngara de periodistas Bálint György. En sus proyectos, n-ost colabora con diversas fundaciones e instituciones, entre las que se encuentran la Fundación Memoria, responsabilidad y futuro, la Fundación Friedrich Ebert, la Fundación Robert Bosch, el Instituto de Relaciones con el Extranjero (IFA), la Fundación Herbert Quandt de BMW, los Fondos de Futuro Germano-Checos, la Fundación Albert Toepfer F.V.S., la Fundación Konrad Adenauer, la Fundación para la Libertad Friedrich Naumann, Renovabis, la Fundación Cultural Allianz y el Instituto Goethe. En el proyecto euro|topics se colabora con la Asociación de Periodistas Europeos, el Real Instituto Elcano, el Instituto Cervantes y access!info, entre otros.